# Biernacice (gromada)
Biernacice – dawna gromada, czyli najmniejsza jednostka podziału terytorialnego Polskiej Rzeczypospolitej Ludowej w latach 1954-1972.
Gromady, z gromadzkimi radami narodowymi (GRN) jako organami władzy najniższego stopnia na wsi, funkcjonowały od reformy reorganizującej administrację wiejską przeprowadzonej jesienią 1954 do momentu ich zniesienia z dniem 1 stycznia 1973, tym samym wypierając organizację gminną w latach 1954-1972.
Gromadę Biernacice siedzibą GRN w Biernacicach utworzono – jako jedną z 8759 gromad na obszarze Polski – w powiecie tureckim w woj. poznańskim, na mocy uchwały nr 39/54 WRN w Poznaniu z dnia 5 października 1954. W skład jednostki weszły obszary dotychczasowych gromad Biernacice, Bronów, Bronówek, Józefów, Konopnica i Wola Przedmiejska ze zniesionej gminy Niewiesz oraz obszary dotychczasowych gromad Czekaj i Felicjanów ze zniesionej gminy Orzeszków w tymże powiecie. Dla gromady ustalono 15 członków gromadzkiej rady narodowej.
1 stycznia 1956 gromada weszła w skład nowo utworzonego powiatu poddębickiego w woj. łódzkim.
31 grudnia 1959 do gromady Biernacice przyłączono wieś i kolonię Grabiszew, kolonię Hipolitów, kolonię Ładawy, wieś Tollów, wieś Wólka, wieś Zacisze, wieś Zelgoszcz, wieś Światonia, wieś Gąsiory i wieś Gorzew ze zniesionej gromady Ładawy.
Gromada przetrwała do końca 1972 roku, czyli do kolejnej reformy gminnej.